# Thomas Becker (Kulturwissenschaftler)
Thomas Becker (* 6. März 1960) ist ein deutscher Kulturwissenschaftler und Philosoph.

## Leben
Thomas Becker studierte in Tübingen und Berlin Philosophie und Kunstgeschichte. Von 1991 bis 1993 war er Dozent für Philosophie und Germanistik an der École normale supérieure Fontenay/St. Cloud bei Paris. Er wurde 1994 mit der Arbeit Die Hegemonie der Moderne. Zur Neubestimmung politischer Romantik im Naturrecht Kants und Hegels in Philosophie an der Freien Universität Berlin promoviert. Anschließend war er Fellow des DAAD und danach der DFG bei dem Soziologen Pierre Bourdieu in Paris. 2004 habilitierte er am Lehrstuhl für Kulturgeschichte an der Humboldt-Universität zu Berlin mit der Arbeit Rassismus der Intelligenz. Zur Genealogie des biosozialen Wissens im 19. Jahrhundert. Von 2007 bis 2010 war er Mitarbeiter im Sonderforschungsbereich „Ästhetische Erfahrung im Zeichen der Entgrenzung der Künste“ der Freien Universität Berlin. Seit 2012 ist er Vertretungsprofessor für Ästhetik und Theorie der zeitgenössischen Kunst an der Hochschule für Bildende Künste Braunschweig.
Zu seinen Forschungsschwerpunkten zählen Kulturgeschichte und Kulturtheorie, Mediengeschichte und Medientheorie, Feldsoziologie, Ästhetik und Wissenschaftssoziologie.

## Werke (Auswahl)
Als Autor
- Die Lust am Unseriösen. Zur politischen Unschärfe ästhetischer Erfahrung, Philo fine arts 2011.
- Fieldwork in Aesthetics. On Comics’ Social Legitimacy, in: Comics World & the World of Comics, hg. v. Jaqueline Berndt, Kyoto Seika University 2010. (online PDF; 275 kB)
- Pierre Bourdieu. Selbstreflexion als Politik der Überschreitung. Für ein Bündnis intellektueller Interessen in einer globalisierten Welt, in: Stefan Müller-Doohm e.a. (Hg.), Fliegende Fische. Eine Soziologie des Intellektuellen in 20 Porträts, Fischer 2009, S. 230–249.
- Mythos Matrix versus The Ghost in the Shell. Die neuen Mythen sind nicht mehr allein diskursiv analysierbar, in: Journal-Ethnologie.de 5 (2007): Digitale Welten. (online)
- Mann und Weib – schwarz und weiß: Die wissenschaftliche Konstruktion von Geschlecht und Rasse 1650-1900, Campus 2005.
- Liebe: Medium der Kommunikation oder symbolisches Kapital der sozialen Reproduktion? Ein Vergleich zwischen Systemtheorie und Feldsoziologie, in: Kölner Zeitschrift für Soziologie und Sozialpsychologie 4 (2005), S. 624–643.
- Die Hegemonie der Moderne. Zur Neubestimmung politischer Romantik im Naturrecht Kants und Hegels, Olms 1996.

Als Herausgeber
- Ästhetische Erfahrung der Intermedialität. Zum Transfer künstlerischer Avantgarden und ‚illegitimer‘ Kunst im Zeitalter von Massenkommunikation und Internet, (Hg.) transcript 2011.
- Comic: Intermedialität und Legitimität eines popkulturellen Mediums, (Hg.), Christian A. Bachmann 2011.